# Love to Love You Baby (canção)
Love to Love You Baby é uma canção da cantora norte-americana Donna Summer lançada em 1975. Tornou-se um dos primeiros sucessos da disco music.

## Informações
Em 1975, Summer já havia vivido na Alemanha durante oito anos e participado de vários espetáculos de teatro musical. Ela também havia lançado um álbum na Europa, intitulado Lady of the Night, escrito por Giorgio Moroder e Pete Bellotte e produzido por Bellotte. No entanto era completamente desconhecida em seu país natal, os Estados Unidos, quando ela sugeriu a letra de "Love to Love You Baby" para Moroder, em 1975. A letra completa era um tanto explícita e primeiramente Summer disse que só iria gravá-la como uma demo. Os gemidos e grunhidos de Summer impressionaram a Moroder, e ele a convenceu a liberar a canção para que ele mesmo a produzisse.
Em uma entrevista de 1976, Summer respondeu a uma série de perguntas onde ela afirma ter sido questionada sobre o processo de gravação a música:
| “ | "Todos me perguntavam: 'Você estava sozinha no estúdio? Sim, eu estava sozinha no estúdio. 'Você se tocou?' Na verdade eu tinha a mão em meu joelho. 'Será que você fantasiou alguma coisa?' Sim, meu belo namorado Peter". | ” |

A fita da canção foi enviada para o presidente da Casablanca Records, Neil Bogar, nos EUA e ele tocou a canção em uma festa em sua casa. Ele ficou tão impressionado com a faixa que continuou a tocá-la por toda a noite. Mais tarde, contatou Moroder e sugeriu que ele produzisse uma faixa longa - possivelmente em torno de vinte minutos. Entretanto, Summer voltou a ter reservas. Ela não tinha certeza sobre a letra e imaginava-se como uma atriz fazendo o papel de alguém em êxtase sexual. As luzes do estúdio foram completamente apagadas e Donna Summer estava em completa escuridão e deitada no chão.
A gravação final durou mais de dezesseis minutos e continha os mais sexy dos "orgasmos  simulados". Segundo a BBC, a canção continha 23 "orgasmos". A canção foi renomeada como "Love To Love You Baby". A canção ocupou todo o lado A do vinil de mesmo nome, e também foi lançado no formato 12". Versões editadas também foram lançadas no formato 7".
Originalmente lançada em novembro de 1975, a canção se tornou um sucesso internacional da música disco. Nos EUA, tornou-se o primeiro hit top 40 de Donna Summer, passando duas semanas na posição #2 da tabela Billboard Hot 100 no início de 1976, quatro semanas na tabela Hot Dance/Disco e foi o número #3 na parada Hot Soul Singles. No Reino Unido, após lançamento em janeiro de 1976, alcançou a posição #4  no UK Singles Chart apesar da recusa da BBC em promovê-la. Summer seria chamada de "a primeira dama do amor", que classificou-a com uma imagem sexualmente tendenciosa, a qual ela teria de lutar para se libertar.
A Casablanca Records tornou-se responsável pela distribuição do trabalho de Summer nos EUA, e mais tarde em outras partes do mundo. O presidente Neil Bogart estava particularmente interessado para que Summer representasse a imagem de uma figura rica, poderosa e sexy com que esta canção a tinha marcado. Bogart e sua esposa Joyce (que também tornou-se gerente de Summer) se tornariam amigos de Summer quando ela retornou aos Estados Unidos. No entanto, Bogart também começou a interferir em aspectos pessoais, bem como na vida profissional. Donna, eventualmente, sentiu sofreu com depressão e insônia. Ela viria então a ser tornar uma cristã renascida, se afastando da música disco, da Casablanca Records e dos Bogarts, e abrindo um processo contra eles (o que acabou por ser resolvido). Posteriormente, Donna também tomou a decisão de não interpretar "Love to Love You Baby" para sempre, no entanto ela reintroduziu a música em seu repertório de concerto vinte e cinco anos mais tarde.
No Brasil, fez parte da trilha sonora internacional da primeira versão da novela Anjo Mau, exibida pela Rede Globo em 1976. Anos mais tarde, a música foi regravada pela cantora Gretchen no CD "La Pasion", em 2000, pela gravadora Zen Records. O álbum tambem contou com uma regravação de Could It Be Magic, composta por Barry Manilow e um dos grandes sucessos da carreira de Donna Summer. Em uma entrevista no ano de 1979, Gretchen revelou que Donna Summer era uma de suas artistas favoritas. 

## Desempenho em tabelas musicais
| Tabelas (1975/1976)                | Posição |
| ---------------------------------- | ------- |
| German Singles Chart               | 6       |
| Australian Singles Chart           | 4       |
| Austrian Singles Chart             | 9       |
| Norwegian Singles Chart            | 2       |
| Canadian RPM Top Singles           | 1       |
| U.S. Billboard Hot 100             | 2       |
| U.S. Billboard Hot Dance Club Play | 1       |
| U.S. Billboard R&B Songs           | 3       |
| Italian Singles Chart              | 11      |
| Irish Singles Chart                | 11      |
| New Zealand Singles Chart          | 8       |
| Dutch Top 40                       | 17      |
| Dutch Singles Chart                | 13      |
| UK Singles Chart                   | 4       |
| Swedish Singles Chart              | 5       |
| Swiss Singles Chart                | 6       |
| Tabela (2012)                      | Posição |
| UK Singles Chart                   | 138     |